# Alexandre Khvostov
Pour les articles homonymes, voir Khvostov.
Alexandre Alekseïevitch Khvostov (en russe : Александр Алексеевич Хвостов ; né le 8 janvier 1857 et mort le 23 novembre 1922) est un homme politique russe. 
Il fut ministre de la Justice du 6 juillet 1915 au 7 juillet 1916. Alexandre Protopopov lui succéda à ce poste.